# Megisba clerica
Megisba clerica är en fjärilsart som beskrevs av Hans Fruhstorfer 1922. Megisba clerica ingår i släktet Megisba och familjen juvelvingar. Inga underarter finns listade i Catalogue of Life.